# Dème de Pasarónas
Le dème de Pasarónas, en grec moderne : Δήμος Πασαρώνος / Dímos Pasarónos, est un ancien dème du district régional d'Ioánnina, en Épire, Grèce. Depuis 2010, il est fusionné au sein du dème de Zítsa.
Selon le recensement de 2011, la population du dème compte 9 238 habitants.